# Phoenicurus erythrogastrus
Il codirosso di Guldenstadt (Phoenicurus erythrogastrus (Güldenstädt, 1775)) è un piccolo uccello passeriforme che appartiene alla famiglia dei Muscicapidi.